# 탱고와 캐쉬
《탱고와 캐쉬》(Tango & Cash)는 미국에서 제작된 안드레이 콘찰로프스키 감독의 1989년 범죄, 액션, 코미디 영화이다. 실베스터 스탤론 등이 주연으로 출연하였고 존 피터스 등이 제작에 참여하였다.
이 영화는 1989년 12월 22일 《영혼은 그대 곁에》와 같이 미국에서 개봉되었다. 두 영화는 1980년대 개봉된 마지막 영화들이었다.

## 출연

### 주연
- 실베스터 스탤론
- 커트 러셀
- 테리 해처
- 잭 팰런스

### 조연
- 브라이언 제임스
- 제임스 홍
- 마크 알라이모
- 필립 탠
- 마이클 J. 폴라드

## 기타
- 공동제작: 래리 J. 프랭코
- 협력프로듀서: 바바라 칼리쉬
- 협력프로듀서: 토니 무나포
- 미술: J. 마이클 리버
- 의상: 버니 폴락

## 한국어 더빙 성우진 (SBS, 1992년 11월 14일)
- 이정구 - 탱고 (실베스터 스탤론)
- 엄주환 - 캐시 (커트 러셀)
- 김병관 - 페레트 (잭 팰런스)
- 최성우 - 캐서린 (테리 해처)
- 온영삼
- 문영래
- 이윤선
- 윤기황
- 오혜숙
- 장승길
- 성창수
- 이선호
- 김강산
- 김동현
- 손원일
- 박상훈
- 신상숙
- 김민석